# Верховен, Пол
Пол Верхо́вен, точнее, Па́уль Верху́вен (нидерл. Paul Verhoeven, МФА: [ˈpʌu̯l vər'ɦuvə(n)]; род. 18 июля 1938, Амстердам, Нидерланды) — нидерландский и американский кинорежиссёр.
За свою долгую карьеру Верховен работал в разных направлениях, но наибольшей известности добился в жанрах фантастического боевика («Робокоп», «Вспомнить всё», «Звёздный десант») и эротического триллера («Основной инстинкт», «Она»). Откровенные сцены с насилием или эротикой характерны для его как драматических, так и фантастических фильмов.

## Биография
Пол Верховен родился 18 июля 1938 года в Амстердаме. 
В 1960 году окончил университет Лейдена, где изучал математику и физику. Во время учёбы он посещал курсы Нидерландской киноакадемии. 
Снимал пропагандистские фильмы для морской пехоты Нидерландов. 
В 1960-е, после его перехода на телевидение, он снимает документальные и игровые короткометражные фильмы. 
В 1969 году молодой режиссёр знакомится с Рутгером Хауэром — актёром, который на несколько лет становится его визитной карточкой. Актёр запал в душу Верховена тем, как легко и свободно он держался перед камерой. Вместе они делают телесериал о похождениях средневекового рыцаря Флориса (Floris).

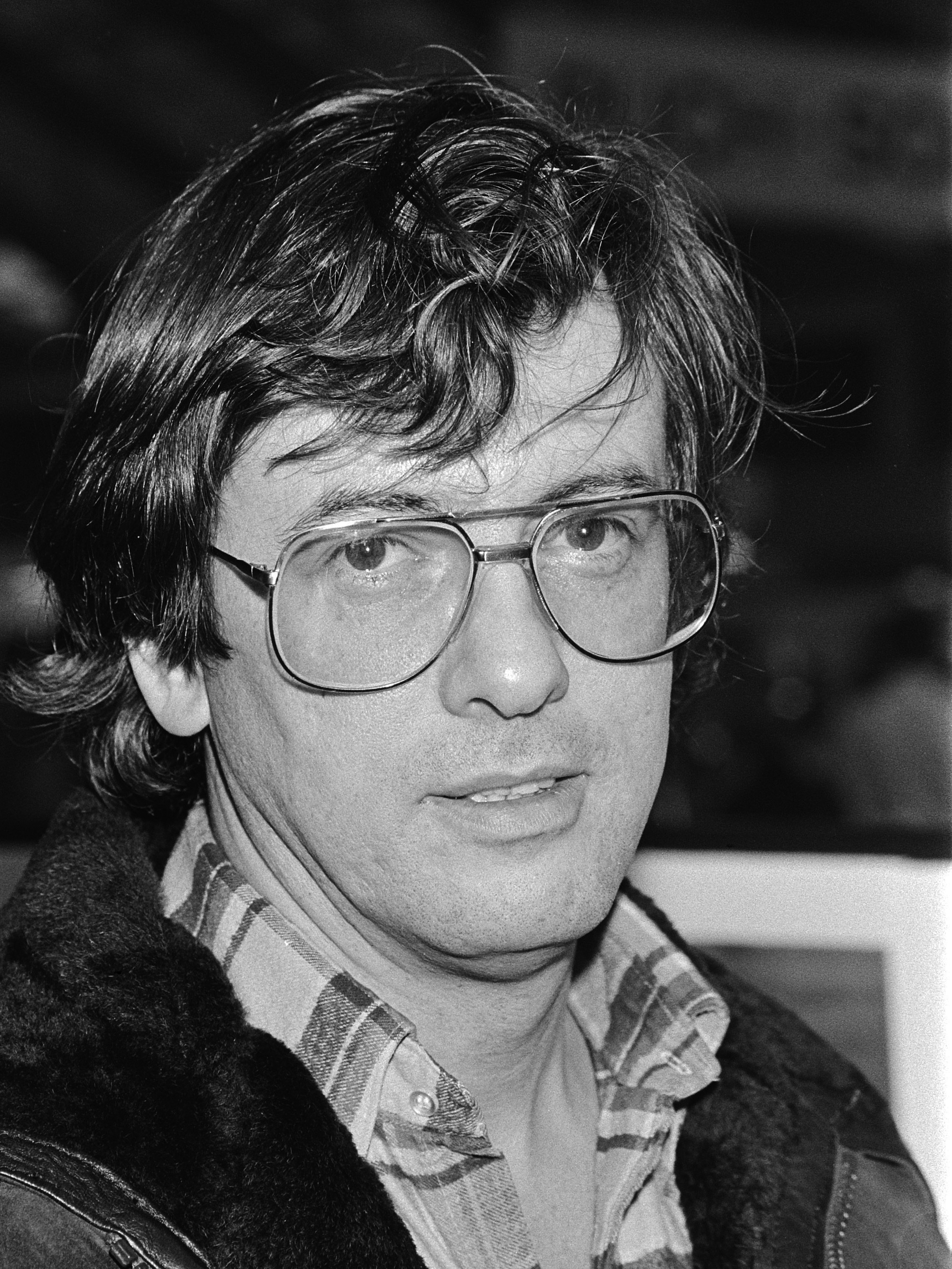
Пол Верховен в 1980 году

Первым полнометражным игровым фильмом Верховена стала весёлая трагикомедия «Дело есть дело» (1971) о двух амстердамских проститутках. Уже со второй картины «Турецкие наслаждения» (1973) с Рутгером Хауэром в главной роли режиссёра «записали» в список скандалистов, обнажающих пороки современного общества, описывающих его шокирующую действительность.
В 1977 году снял фильм о Второй мировой войне в Нидерландах «Оранжевый солдат» (в одной из главных ролей — Рутгер Хауэр). Экранизировал роман известного нидерландского писателя Герарда Реве «Четвёртый мужчина» (1983).
Его первый англоязычный исторический фильм «Плоть и кровь» (1985) о поражённой чумой и постоянными войнами Италии XVI века, представленной глазами наёмника в исполнении того же Хауэра, стал последней работой режиссёра так называемого нидерландского периода.
В середине 1980-х годов Пол перебирается в США. Переехав, режиссёр начинает снимать коммерческие блокбастеры. Его фильмы «Робокоп», «Вспомнить всё» ( по рассказу Филипа К. Дика, в главной роли — Арнольд Шварценеггер) пользуются большим коммерческим успехом. 
В 1992 году на экраны выходит картина, ставшая своеобразным каноном в кинематографе, — легендарный эротический триллер «Основной инстинкт» с Майклом Дугласом и Шэрон Стоун в главных ролях.
Пол Верховен — первый номинант премии «Золотая малина», лично присутствовавший на церемонии вручения и принявший эту антинаграду. Он получил «Золотую малину» как худший режиссёр года за фильм «Шоугёлз» (1995). После провала этой картины в прокате Верховен вновь обращается к фантастике. 
В 1997 году появляется экранизация знаменитого романа Р. Хайнлайна — фильм «Звёздный десант», раскритикованный за излишний милитаризм, а в 2000 году — «Невидимка», сюжет о трагедии учёного, который становится невидимым.
В 2006 году выходит снятый в Нидерландах фильм «Чёрная книга», действие которого разворачивается в последние месяцы Второй мировой войны. Главная героиня — певица еврейского происхождения Рахиль Штайн, неожиданно для себя оказавшаяся в центре антинацистского Сопротивления. «Чёрная книга» становится абсолютным рекордсменом по кассовым сборам в Нидерландах и получает три высшие национальные кинонаграды «Золотой телёнок», в том числе в номинациях «лучший фильм» и «лучший режиссёр».
Безусловным успехом стал фильм 2016 года «Она», в котором режиссёр вернулся к жанру эротического триллера. Ленту высоко оценили критики, она участвовала в конкурсной программе Каннского кинофестиваля, была удостоена премий «Золотой глобус», «Гойя» и «Сезар», а также номинировалась на «Оскар» за лучшую женскую роль.

## Режиссёрский стиль
Мне нравится реалистичность человеческой похоти, которая есть в моих фильмах. Я — голландец, а голландцы всегда старались быть максимально достоверными в любых произведениях. Босх был маниакально реалистичен. Посмотрите на его картину «Блудный сын»: там изображен бордель, а рядом стоит человек и ссыт себе под ноги. Вы никогда не увидите такого у итальянцев, французов или англичан. Так работали только голландцы. Они выжигали идеализм реализмом. И я делаю то же самое.
Верховен весьма критически относится к Америке и её капиталистическим ценностям, о чём неоднократно заявлял в интервью. Его американские фильмы населяют до абсурда амбициозные персонажи, зачастую психологически одномерные, словно герои комиксов. Подобно датчанину Дугласу Сёрку в 1950-е годы, Верховен сгущает и заостряет голливудские штампы до такой степени, что широкая публика начинает принимать их за чистую монету. К примеру, более простодушные рецензенты «Звёздного десанта» обрушились на режиссёра за неприкрытый милитаризм, в то время как синефилы трактовали фильм как мизантропическую антивоенную сатиру в духе «Доктора Стрейнджлава».
«Вероятно, самый дерзкий и уверенный сатирик Голливуда, единственный, кому удаётся снимать высокобюджетные жанровые фильмы, насчёт серьёзности коих никто не может поручиться», — пишет о Верховене М. Аткинсон. «Натурализованный голландец стал для Голливуда новым Фрицем Лангом — мастер усовершенствованного комикса, вкрадчиво брутальный поставщик зубодробительной киномакулатуры» (Дж. Хоберман). «Он обожает клише: в его фильмах есть нечто от комикса, наподобие Лихтенштейна», — высказался про Верховена ветеран французской новой волны Жак Риветт, назвавший «Шоугёлз» одним из лучших фильмов 1990-х.
Плеяда актёров, начавших работать с Верховеном ещё в Нидерландах, включает Рутгера Хауэра, Дерека де Линта, Йеруна Краббе. Все трое позже последовали за ним в США. Наиболее успешно сложилась голливудская карьера у Рутгера Хауэра. Так, ещё в 1980 году Хауэр снялся с Харрисоном Фордом в фильме «Бегущий по лезвию» и с Сильвестром Сталлоне в боевике «Ночные ястребы». Успех 1980-х годов сменился спадом в 1990-е, когда Хауэр, поссорившись с Верховеном, фактически лишился поддержки режиссёра. С началом 2000 годов в карьере Хауэра произошли изменения к лучшему, он снялся у Джорджа Клуни в «Признаниях опасного человека», у Роберта Родригеса в «Городе грехов» и смог постепенно восстановить свои позиции.

## Фильмография
Строго как режиссер, я срать хотел на тех, кто спрашивает меня, чувствую ли я какую-то ответственность, снимая свои фильмы.
- В джазе только девушки

| Год  |   | Русское название     | Оригинальное название | Роль                         |
| ---- | - | -------------------- | --------------------- | ---------------------------- |
| 1971 | ф | Дело есть дело       | Wat zien ik           | режиссёр                     |
| 1973 | ф | Турецкие наслаждения | Turks fruit           | режиссёр                     |
| 1975 | ф | Кити-вертихвостка    | Keetje Tippel         | режиссёр                     |
| 1977 | ф | Оранжевый солдат     | Soldaat van Oranje    | режиссёр, сценарист          |
| 1980 | ф | Лихачи               | Spetters              | режиссёр                     |
| 1983 | ф | Четвёртый мужчина    | De Vierde Man         | режиссёр                     |
| 1985 | ф | Плоть и кровь        | Flesh & Blood         | режиссёр, сценарист          |
| 1986 | с | Автостопщик          | The Hitchhiker        | режиссёр (эпизод Last Scene) |
| 1987 | ф | Робокоп              | RoboCop               | режиссёр                     |
| 1990 | ф | Вспомнить всё        | Total Recall          | режиссёр                     |
| 1992 | ф | Основной инстинкт    | Basic Instinct        | режиссёр                     |
| 1995 | ф | Шоугёлз              | Showgirls             | режиссёр                     |
| 1997 | ф | Звёздный десант      | Starship Troopers     | режиссёр                     |
| 2000 | ф | Невидимка            | Hollow Man            | режиссёр                     |
| 2006 | ф | Чёрная книга         | Zwartboek             | режиссёр, сценарист          |
| 2012 | ф | Одураченный          | Steekspel             | режиссёр, сценарист          |
| 2016 | ф | Она                  | Elle                  | режиссёр                     |
| 2021 | ф | Искушение            | Benedetta             | режиссёр, сценарист          |

## Нереализованные проекты
- В прессе сообщалось, что после «Чёрной книги» Верховен примет участие в работе над ещё одним фильмом, посвящённым истории Второй мировой войны. В основу картины будет положена книга Ги Зайера «Забытый солдат»[10].
- Верховен приобрёл права на экранизацию произведения российского писателя Б. Акунина «Азазель», но потерял их по истечении срока давности. В съёмках фильма должны были участвовать Антон Ельчин и Милла Йовович[11] .
- Пол Верховен, снявший фильм «Основной инстинкт» (1992), был приглашён режиссёром фильма «Основной инстинкт 2» (2006), но он отказался:

Моим условием было наличие в картине второй звезды — в паре с Шэрон Стоун. Продюсеры же сочли, что одной Шэрон будет достаточно. Я счел это полным бредом, потому что знал по опыту, как много сделал для «Основного инстинкта» Майкл Дуглас. Быть может, публика этого и не заметила, потому что Шэрон блистала в этой картине, была её настоящим открытием. Все так и было, но произошло это именно благодаря Майклу, его силе, харизме, его щедрости. Между ними был противовес. Шэрон сыграла отлично, потому что очень уважала Дугласа. Даже, пожалуй, боялась его. Ведь он был большой звездой. Я сразу понял, что рядом с ней в кадре должен быть тот, кого она уважает. Если она не уважает партнера — ничего не получится. Продюсер сиквела сказал: «Нет-нет, Шэрон будет сиять одна!» «Замечательно, — ответил я, — так и делайте, но без меня». Я отказался от этой картины, потому что знал, что ничего не получится. Так и вышло.
- В октябре 2011 года Верховен сообщал о планах по экранизации компьютерной игры The Last Express[13]. Но на 2021 год, спустя более чем 10 лет, проект так и не был реализован.